# Multiversum

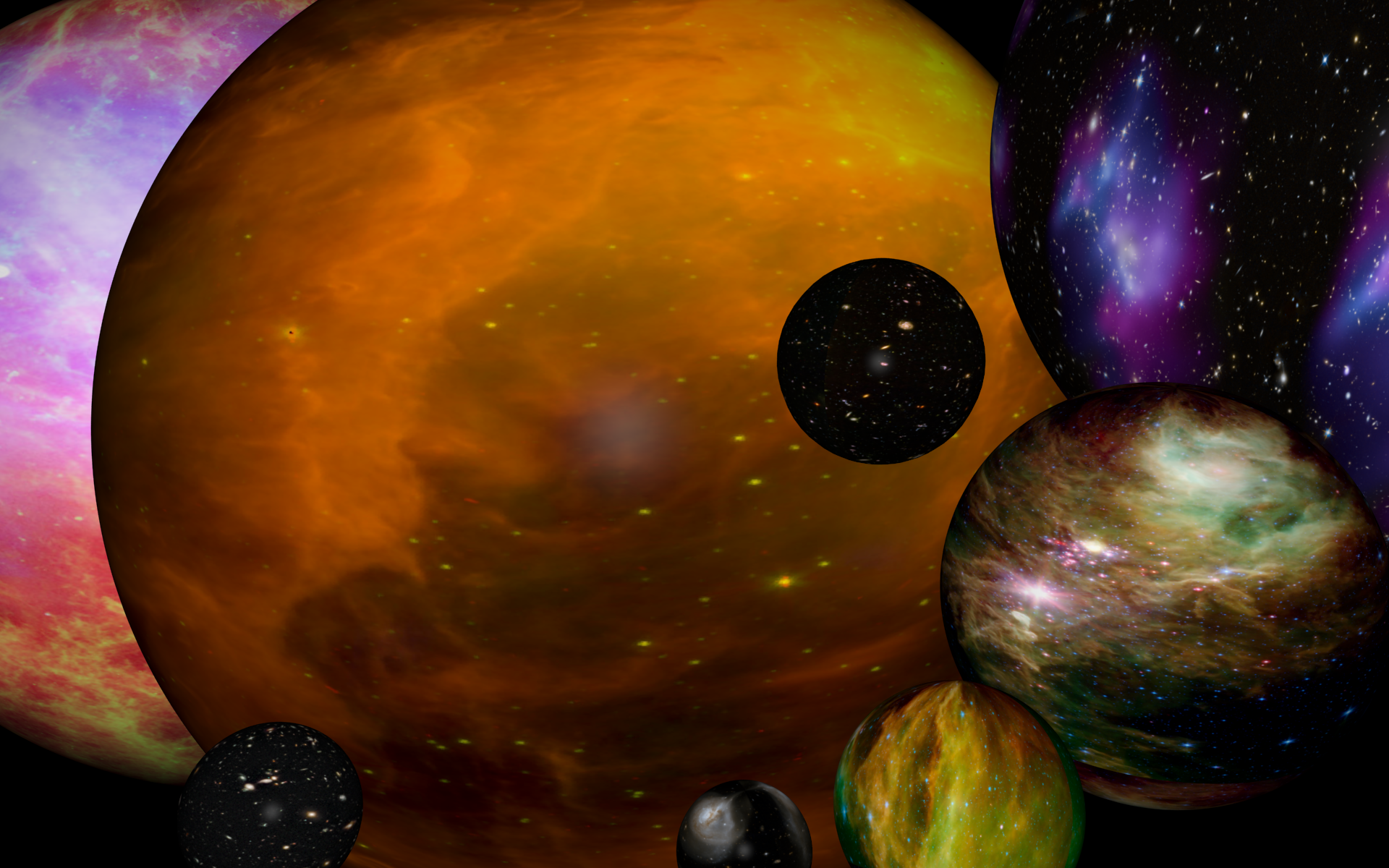
Artistieke weergave van een niveau 2 multiversum.

De term multiversum verwijst naar het idee of concept dat er naast het zichtbare universum waar we in leven nog veel (volgens sommigen oneindig veel) andere universa zijn die parallelle universa worden genoemd. Volgens de oerknaltheorie zal het heelal uitdijen, maar als er meerdere ruimten zijn die dat ook doen, zullen ze elkaar op den duur kruisen. Dit hangt nauw samen met het idee van een multiversum. Er ontstaan nieuwe centra, waar materie zich opnieuw samenvoegt, en waar zodoende ook nieuwe oerknallen kunnen ontstaan. Zo ontstaat er een soort "superheelal".

## Multiversum in de natuurkunde en kosmologie
Het concept van het multiversum of 'veel universa' is naar voren gebracht in de jaren vijftig van de 20e eeuw door de natuurkundige Hugh Everett om bepaalde problemen in de kwantumfysica op te lossen. In het kort komt het erop neer dat bij iedere observatie van een gebeurtenis in de kwantumwereld (waar meerdere uitkomsten mogelijk zijn) iedere uitkomst verwerkelijkt wordt in een nieuw parallel universum of een nieuwe tijdlijn voor iedere mogelijkheid. Dit zou een ontzaglijk groot aantal verschillende universa opleveren. Het multiversum is dan het geheel, of de verzameling van alle mogelijke universa.
De theoretisch natuurkundige en M-theoriedeskundige Michio Kaku schat het aantal mogelijke universa op minstens {\displaystyle 10^{500}}. Ter vergelijking: men schat dat er ongeveer {\displaystyle 10^{70}} atomen in ons (zichtbare) heelal zijn.

### Kritiek
Veel natuurkundigen hangen echter een formalisme aan dat alleen een wiskundige beschrijving wil geven met voorbijgaan aan de vraag naar de feitelijke aard van de onderliggende natuurkundige werkelijkheid. Het multiversum is een mogelijke interpretatie van het wiskundige model, die er wiskundig gezien echter niets aan toevoegt. Het is ook niet duidelijk of deze interpretatie de status van wetenschappelijke theorie heeft; het is bijvoorbeeld onduidelijk of zij empirisch te toetsen is. Het lijkt erop dat alle mogelijke waarnemingen binnen de interpretatie vallen; er is dan geen mogelijkheid tot falsificatie en de interpretatie is in dat geval alleen te rechtvaardigen als een pure tautologie.
Een veel gehoorde tegenwerping tegen het idee van een multiversum is dat het niet zou voldoen aan de eis van Ockhams Scheermes: omdat het multiversum het bestaan van zoveel universa inhoudt, lijkt het minder waarschijnlijk te zijn dan het alternatief dat er maar één universum is. Over het algemeen wordt er echter van uitgegaan dat die eis niet relevant is in die gevallen waar een groot aantal verschijnselen noodzakelijk voortvloeit uit een enkel fundamenteel principe of inherent is aan een samenhangend gebeuren. Zo mag men het concept van de natuurlijke getallen niet verwerpen met het argument dat het er oneindig veel zijn of het trekken van een lijn onwaarschijnlijk achten omdat die oneindig veel punten bevat.

## Andere toepassingen

### Theologie
Het idee van de Vele Werelden heeft al een lange traditie binnen de filosofie. Een verband met de theologie werd gelegd door het werk van Gottfried Wilhelm Leibniz over de theodicee: het probleem om het kwaad in de wereld te verzoenen met de gedachte aan een almachtige God kan immers worden opgelost door aan te nemen dat God inderdaad een perfecte wereld heeft geschapen - en veel onvolmaakte waaronder de onze.

### Evolutie
Een moderne toepassing van het multiversum buiten de natuurkunde wordt gevormd door het werk van Johnjoe McFadden die het gebruikt als een aanvulling van de natuurlijke selectie bij de verklaring van de evolutie. Wij mensen bevinden ons dan noodzakelijkerwijze op die tijdlijnen waarop mensen geëvolueerd zijn, ook al was dat zeer toevallig. Hier ligt een verband met het antropisch beginsel.

### Informatica
In de computerwetenschap is David Deutsch een belangrijke voorstander van het multiversumconcept om te verklaren hoe een toekomstige kwantumcomputer kan functioneren.

### Sciencefiction
In sciencefiction is het concept van het multiversum of parallelle universums een populair thema om een verhaal aan op te hangen over een universum waar de geschiedenis anders is verlopen dan in ons universum of waar andere natuurwetten gelden. Dit sf-genre wordt meestal alternatieve geschiedenis genoemd. Een voorbeeld gaf Robert Heinlein met zijn roman The number of the Beast (1980) waarin de helden verschillende universums bezoeken met andere geschiedenissen en/of natuurwetten. Hoe het 'multiversum-voertuig' precies werkt wordt echter in het vage gehouden. Een idee dat Heinlein in voornoemd boek introduceerde was het pantheïstisch solipsisme. Dit is ook wel bekend als De wereld als mythe. Het komt erop neer dat als bijvoorbeeld een schrijver een innerlijk consistente wereld bedenkt in zijn boeken deze in een oneindig multiversum per definitie ook moet bestaan. Kortom: alle bedachte werelden en ook die van de mythologie moeten ergens in de realiteit bestaan.
Een ander sf-verhaal over het multiversum gaf Jack Vance met zijn korte verhaal Rumfuddle (1973) waarbij de helden via in grootte verstelbare 'poorten' die 'gestanst zijn in de interdimensionale structuur tussen de verschillende parallelle heelallen kunnen reizen. De Nederlandse schrijver Carl Lans creëerde het 29-delige hoorspel "Testbemanning", uitgezonden in 1961-1962 door de KRO-radio. Hierin werd de bemanning van raket "Alpha" tijdens een ruimtereis naar de ringen van Saturnus door ingrijpen van een hogere "Galactische Raad" uitgesplitst over drie verschillende parallelwerelden. Doel was om de mentaliteit van de bemanningsleden te testen, om te zien of de mensheid het verdiende om door de Galactische Raad te worden gered van een dreigende nova-explosie van de zon. Slechts een paar jaar later ontdekten echte sterrenkundigen dat nova's ontstaan in dubbelsterren waartussen materie overstroomt.

## Muziek
De Hongaar Péter Eötvös componeerde en dirigeerde een orkestspektakel met beelden van Jaap Drupsteen rond het thema multiversum.